# Église Notre-Dame de Bourisp
L'église Notre-Dame de Bourisp est une église catholique du XVIe siècle située à Bourisp, dans le département français des Hautes-Pyrénées en France.

## Localisation
L'église Notre-Dame dite église Saint-Orens-Notre-Dame-de-Sescas est située au centre du village.

## Historique
Cet édifice est daté du XVIe siècle, cependant on note la présence d'éléments plus anciens comme une fenêtre romane à la base du clocher-porche.
L'édifice est classé au titre des monuments historiques  le 18 mai 1960.

## Architecture
Cette église présente un des plus vastes programmes peints des vallées d'Aure et du Louron.
Le portail à voussures ouvre sur le narthex, séparé de la nef par une clôture en bois du XVIe siècle. La nef a été agrandie au nord par un bas-côté en 1583 et se termine par une abside polygonale. L'ensemble est couvert par des voûtes d'ogives caractéristiques d'un art gothique tardif tel qu'il perdure dans ces régions. Le chevet fut percé au XVIIIe siècle par trois grandes baies, à nouveau transformées au XIXe siècle.

## Galerie de photos

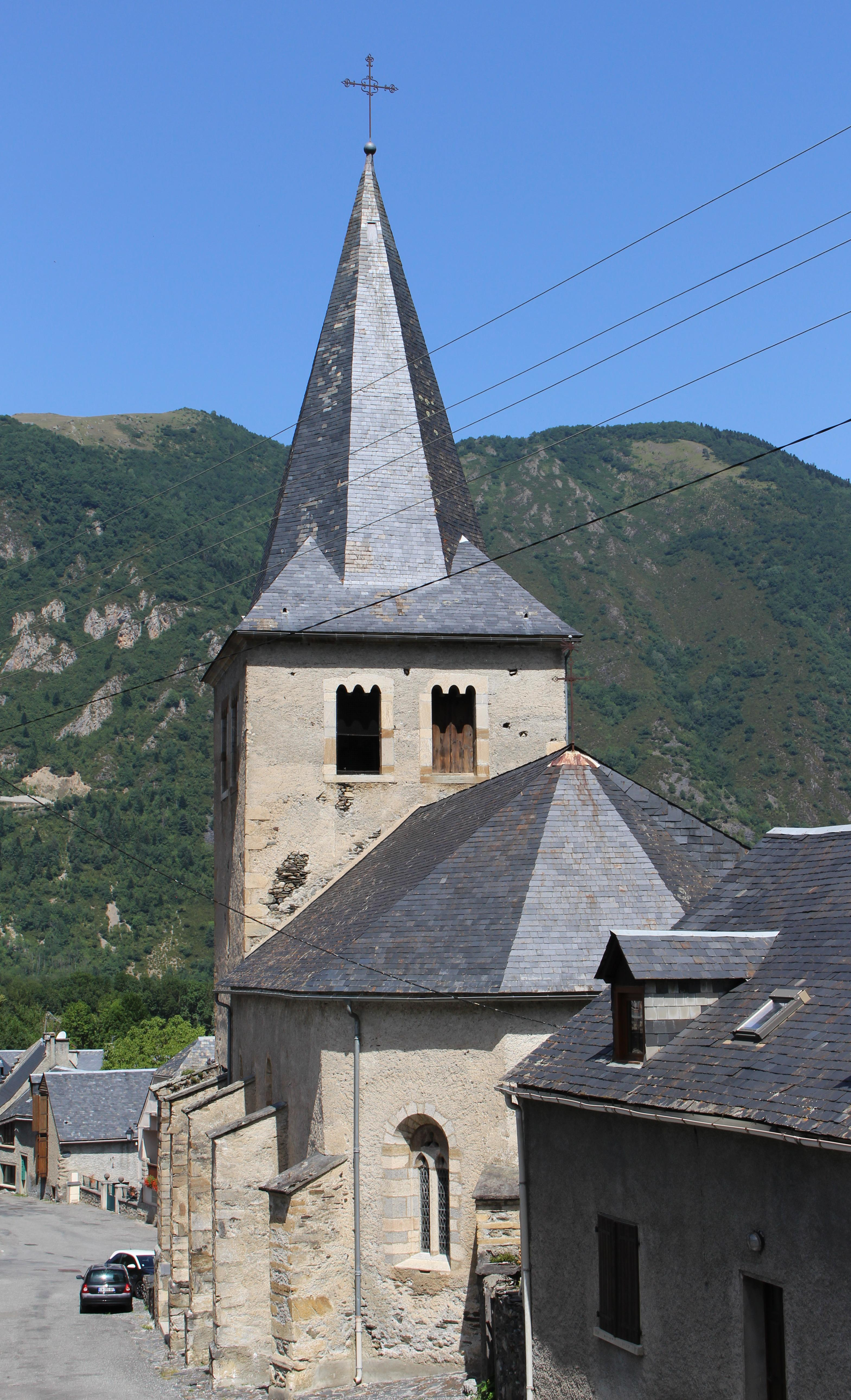
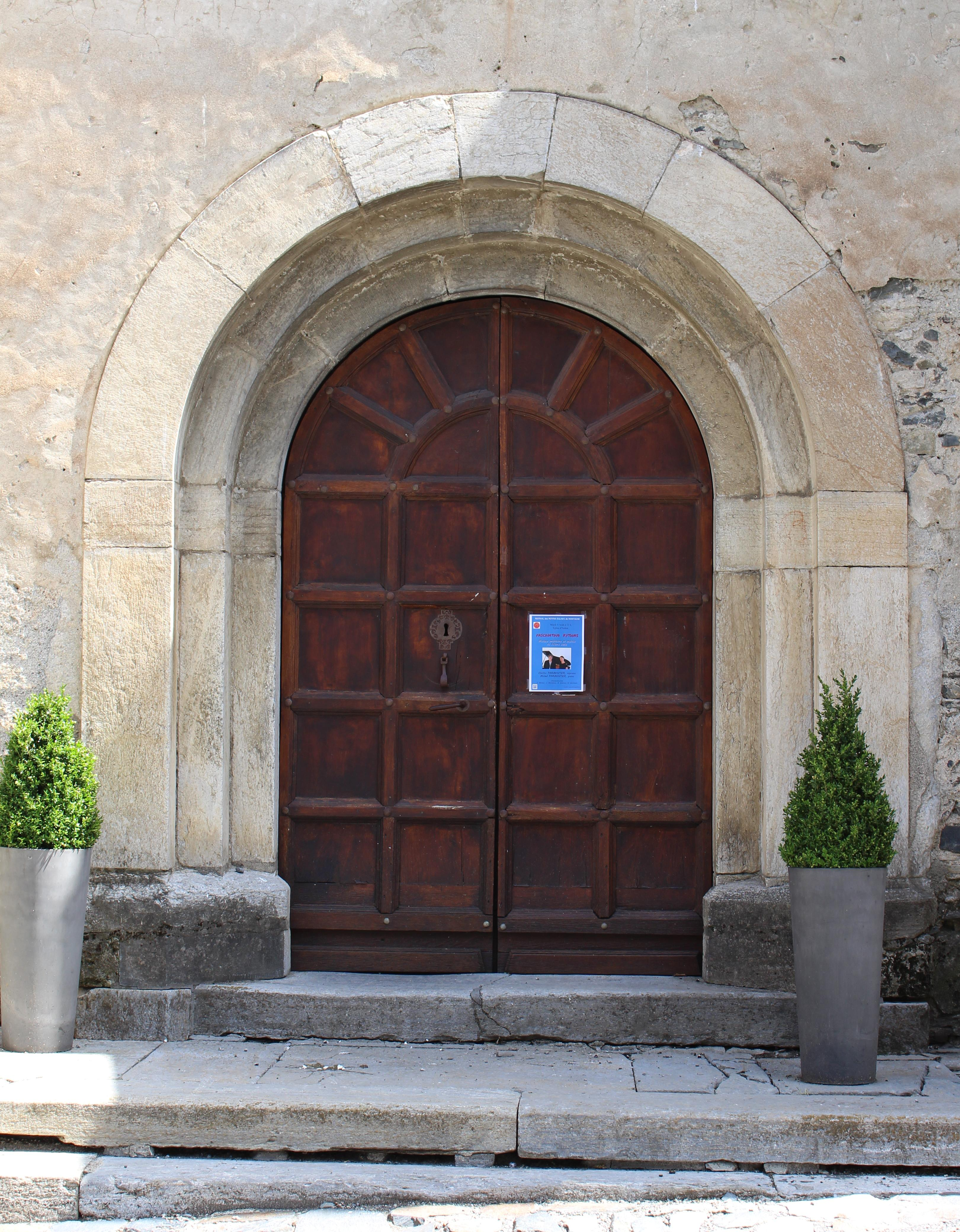
Porte ouest.
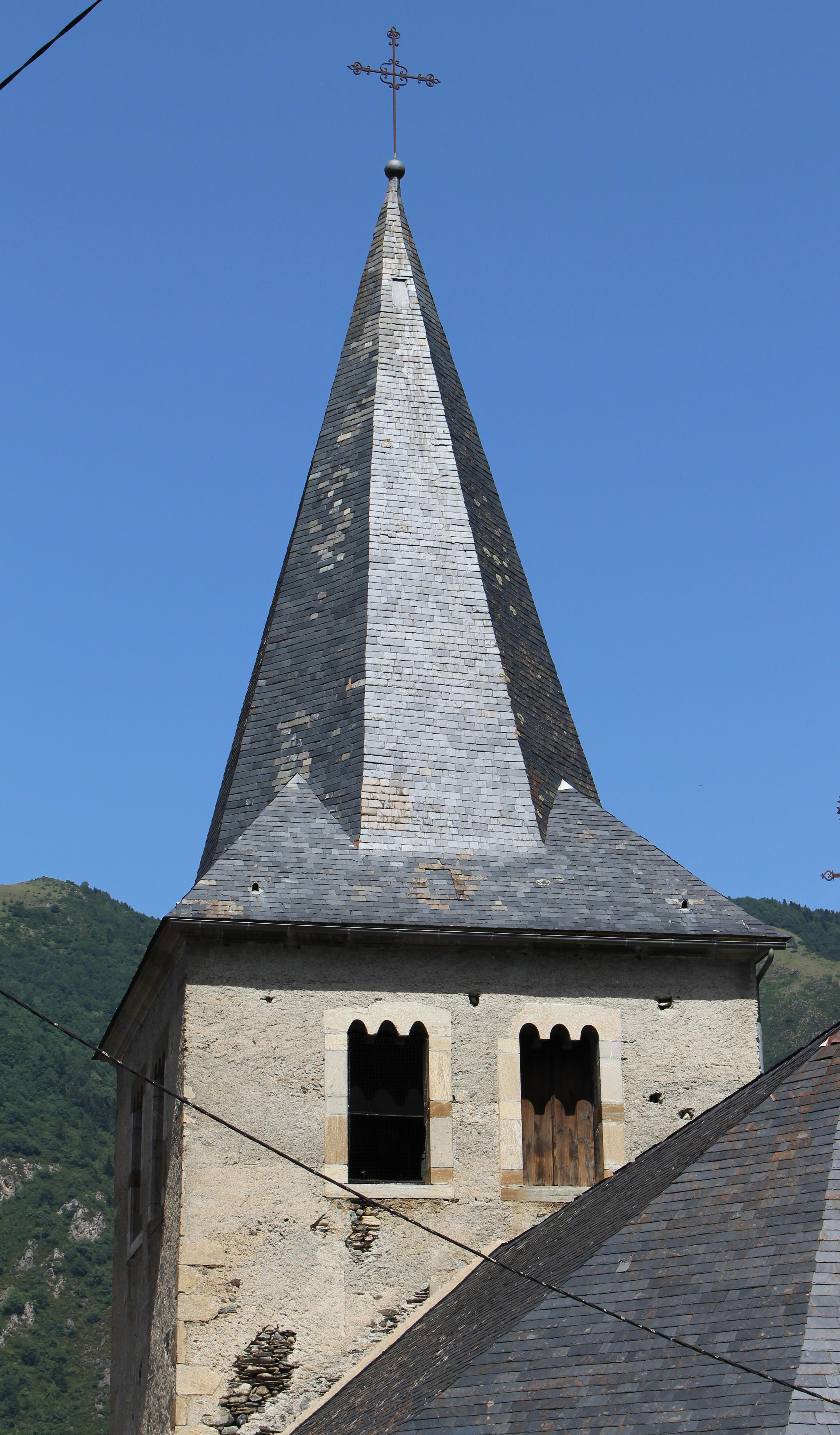
Clocher.
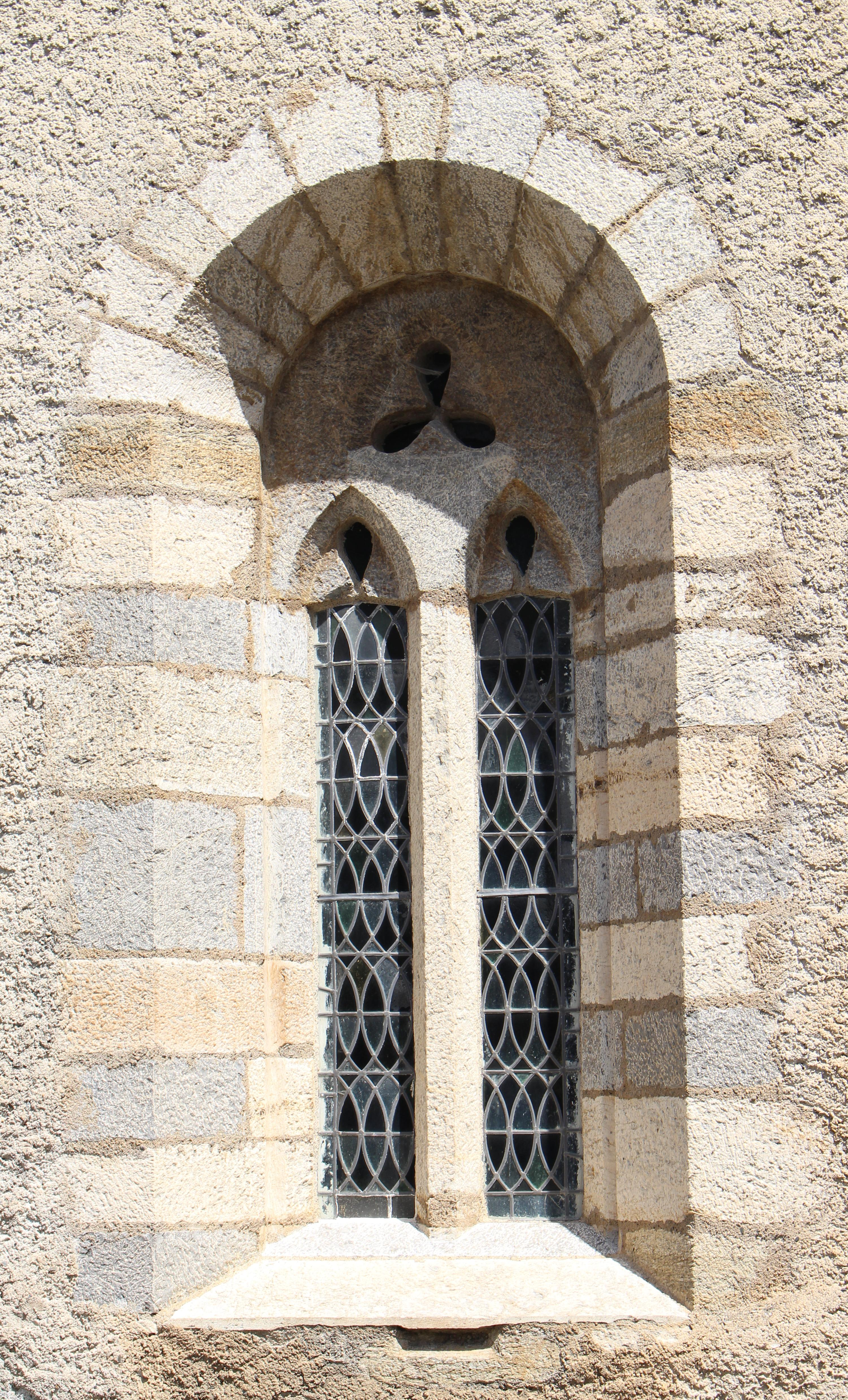